# Мартинополис
Мартинополис (порт. Martinópolis)  —  муниципалитет в Бразилии, входит в штат Сан-Паулу. Составная часть мезорегиона Президенти-Пруденти. Входит в экономико-статистический  микрорегион Президенти-Пруденти. Население составляет 24 322 человека на 2006 год. Занимает площадь 1 253,158 км². Плотность населения — 19,4 чел./км².
Праздник города —  13 июня.

## История
Город основан 29 января 1939 года.

## Статистика
- Валовой внутренний продукт на 2003 составляет 197.232.255,00 реалов (данные: Бразильский институт географии и статистики).
- Валовой внутренний продукт на душу населения на 2003 составляет 8.422,97 реалов (данные: Бразильский институт географии и статистики).
- Индекс развития человеческого потенциала на 2000 составляет 0,750 (данные: Программа развития ООН).

## География
Климат местности: горный тропический. В соответствии с классификацией Кёппена, климат относится к категории Cfa.

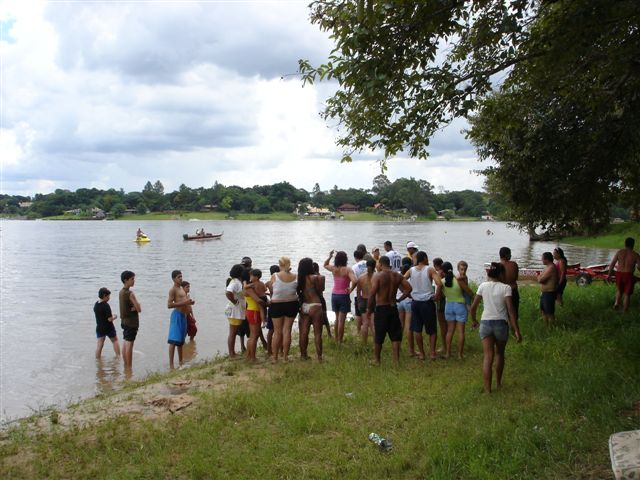

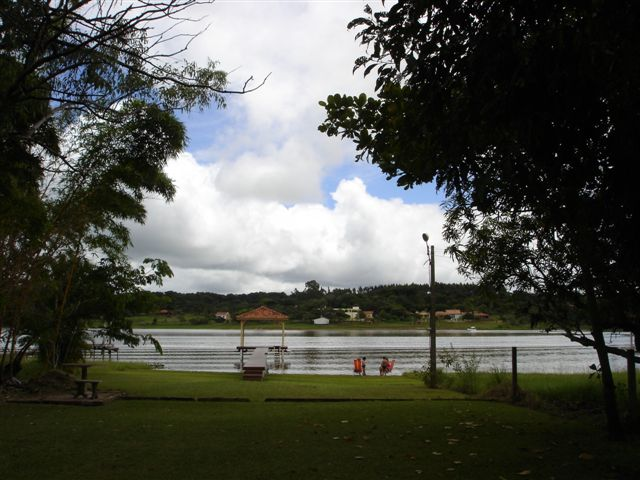